# Liste der denkmalgeschützten Objekte in Klein-Neusiedl
Die Liste der denkmalgeschützten Objekte in Klein-Neusiedl enthält die denkmalgeschützten, unbeweglichen Objekte der niederösterreichischen Gemeinde Klein-Neusiedl im Bezirk Bruck an der Leitha.

## Denkmäler
| Foto |                 | Denkmal                                                                | Standort                                            | Beschreibung | Metadaten |
| ---- | --------------- | ---------------------------------------------------------------------- | --------------------------------------------------- | --- | --- |
| ja   | Datei hochladen | Pfister-Haus HERIS-ID: 8399 Objekt-ID: 4353                            | Kirchenplatz 1 Standort KG: Kleinneusiedl           | der ehemalige Dreiseithof mit hohem Sockelgeschoß stammt im Kern aus dem 17. Jahrhundert. | BDA-Hist.: Q38003454 Status: Bescheid Stand der BDA-Liste: 2025-06-30 Name: Pfister-Haus GstNr.: 33                                                                             |
| ja   | Datei hochladen | Kath. Filialkirche hl. Johannes Nepomuk HERIS-ID: 8400 Objekt-ID: 4354 | gegenüber Kirchenplatz 2 Standort KG: Kleinneusiedl | Die barocke Saalkirche mit Westturm wurde 1725 erbaut (geweiht am 20. Juni 1725 durch Joseph Dominikus von Lamberg). | BDA-Hist.: Q38003465 Status: § 2a Stand der BDA-Liste: 2025-06-30 Name: Kath. Filialkirche hl. Johannes Nepomuk GstNr.: 167                                                     |
| ja   | Datei hochladen | Kleinneusiedler Papierfabrik HERIS-ID: 8396 Objekt-ID: 4350            | Kirchenplatz 9 Standort KG: Kleinneusiedl           | Von der 1793 durch Theodor Pachner Edler von Eggenstorf gegründete und im ausgehenden 18. sowie im 19. Jahrhundert errichteten Papierfabrik Klein-Neusiedl sind mehrere Gebäude und das Eingangsportal erhalten. Der Komplex ist mit einer ausgedehnten englischen Parkanlage verbunden. | BDA-Hist.: Q38003444 Status: Bescheid Stand der BDA-Liste: 2025-06-30 Name: Kleinneusiedler Papierfabrik GstNr.: 160, 163/1, 163/2, 246, 234/1, 156 Papierfabrik Klein-Neusiedl |